# NGC 238
NGC 238은 극락조자리에 위치한 나선은하이다. 1834년 10월 2일, 존 허셜에 의해 발견되었다.